# Eclipse (альбом EXID)
Eclipse (с англ. — «Затмение») — третий мини-альбом южнокорейской гёрл-группы EXID. Альбом был выпущен 10 апреля 2017 года компанией Banana Culture и распространен компанией Sony Music.  Альбом содержит шесть треков, включая ведущий сингл «Night Rather Than Day». В альбоме не участвовала главная вокалистка и лидер Сольчжи, она восстанавливалась от гипертиреоза, с которым она была диагностирована в декабре 2016 года.

## Предпосылки и релиз
В первоначальных отчетах говорилось, что группа возвращается в начале 2017 года. Однако из-за диагноза гипертиреоза у Сольчжи планы возвращения были перенесены на весну 2017 года. Агентство подтвердили планы на возвращение в апреле без точной даты, заявив, что участницы рассматривают возможность возвращения в качестве группы из четырех участниц.
20 марта было официально объявлено, что группа вернётся 10 апреля в качестве квартета из четырех участниц: LE, Чонхвы, Хани и Хёри. Сообщение о здоровье участницы Сольчжи подтвердило, что она продлит приостановку своих промо, впервые объявленных ещё в декабре 2016 года. Два дня спустя было объявлено, что заглавный трек был выпущен Shinsadong Tiger и участницей LE. 27 марта группа показала, что их третий мини-альбом будет называться Eclipse и содержит шесть песен, включая инструментальный заглавный трек. С 30 марта по 2 апреля были выпущены тизерные изображения группы и её участников.
Eclipse был выпущен в полдень KST 10 апреля 2017 года через несколько музыкальных порталов, в том числе Melon и iTunes для мирового рынка.

## Музыкальное видео
2 апреля 2017 года участница Хани опубликовала тизер в своем личном аккаунте Instagram, раскрыв тизер из музыкального видео для заглавной песни. Спустя день, первый тизер музыкального видео был выпущен через официальный канал группы на YouTube. 4 апреля были опубликованы отдельные тизеры.
Музыкальное видео было выпущено 10 апреля 2017 года, в полдень.

## Промоушен
EXID провели свой первый этап возвращения на шоу The Show 11 апреля 2017 года, исполнив «Boy» и «Night Rather Than Day» и затем на Music Show Champion (11 апреля), M Countdown (13 апреля) и Music Bank (14 апреля).

## Синглы
«Night Rather Than Day» дебютировал на девятом месте в цифровом чарте Gaon за неделю 9-15 апреля 2017 года с 94 225 проданными загрузками и 1719902 потоками. Он также дебютировал под номером 70 в Billboard Korea'S K-pop Hot 100.
Песня вошла в список Billboard «20 лучших K-pop песен 2017 года» на восьмом месте.

## Коммерческий успех
Eclipse дебютировал на 5-м месте в альбомном чарте Gaon в выпуске чарта от 9-15 апреля 2017 года. Он также достиг 4-го места в альбомном чарте World Albums Chart журнала Billboard за неделю, закончившуюся 29 апреля 2017 года, что стало самым высоким дебютом недели. На своей второй неделе альбом спустился на десятое место.

## Трек-лист
| №                   | Название                                    | Текст песни                 | Музыка                      | Arrangement                  | Длительность |
| ------------------- | ------------------------------------------- | --------------------------- | --------------------------- | ---------------------------- | ------------ |
| 1.                  | «Boy»                                       | Shinsadong Tiger LE         | Shinsadong Tiger Jion LE    | Shinsadong Tiger Jion        | 3:27         |
| 2.                  | «Night Rather Than Day» (낮보다는 밤)       | Shinsadong Tiger Keebomb LE | Shinsadong Tiger Keebomb LE | Shinsadong Tiger             | 3:18         |
| 3.                  | «How Why»                                   | Shinsadong Tiger LE         | Shinsadong Tiger LE         | Shinsadong Tiger             | 3:51         |
| 4.                  | «Milk» (우유; Hani solo)                    | Monster Factory EJAE        | Monster Factory MadeBy EJAE | MadeBy                       | 3:24         |
| 5.                  | «Velvet» (LE solo)                          | LE                          | LE CHITWNMUSIC              | Shinsadong Tiger CHITWNMUSIC | 3:12         |
| 6.                  | «Night Rather Than Day inst.» (낮보다는 밤) | Shinsadong Tiger Keebomb LE | Shinsadong Tiger Keebomb LE | Shinsadong Tiger             | 3:18         |
| Общая длительность: | Общая длительность:                         | Общая длительность:         | Общая длительность:         | Общая длительность:          | 20:30        |

## Чарты
| Чарт (2016)                  | Высшая позиция |
| ---------------------------- | -------------- |
| Республика Корея (Gaon)      | 5              |
| США World Albums (Billboard) | 4              |